# Martin XB-68
El Martin XB-68 fue un bombardero medio táctico con dos tripulantes que fue propuesto en 1954 a la Fuerza Aérea de los Estados Unidos. Sin embargo, el proyecto fue cancelado antes de que ningún avión fuese construido.

## Diseño y desarrollo
La Glenn L. Martin Company presentó estudios de diseño en respuesta al requerimiento Sistema de Armas 302A en 1952, en competición con otras propuestas de la Douglas Aircraft Company y de la North American Aviation, Inc. Los diseños revisados fueron presentados de nuevo en 1954. La Boeing Airplane Company también envió un diseño después de hubiera expirado la fecha de la competición y fue automáticamente rechazada. El Martin 316 fue declarado ganador en 1956 y recibió la designación XB-68. El despliegue fue proyectado para el periodo 1962-1965.
Con una disposición convencional que recordaba algo a un Lockheed F-104 sobreescalado, el XB-68 debía haber sido principalmente de construcción en acero, con la tripulación del piloto/radio operador y el navegador/bombardero/operador de sistemas de defensa en un compartimiento presurizado, refrigerado mediante aire filtrado sangrado de los motores, y por una unidad de refrigeración para la refrigeración por vaporización a altos números Mach. El B-68 habría tenido rechonchas alas en forma de diamante y un empenaje de cola en T. Estaba destinado a operar a velocidades supersónicas a cotas medias y altas.
El diseño entró inmediatamente en serias dificultades en relación con el sistema de bombardeo de guiado inercial y navegación, que, de haber sido aprobado el bombardero para la producción, habría retrasado el despliegue como mínimo hasta 1963. Los problemas se volvieron discutibles cuando el Cuartel General de la Fuerza Aérea canceló el proyecto en 1957, aduciendo estrictas limitaciones presupuestarias y mayores prioridades de otros sistemas de armas. Reconociendo que el diseño del bombardero medio táctico todavía estaba a años vista, los planes fueron llevados adelante en su lugar para continuar usando una versión de la Fuerza Aérea del Douglas A3D de la Armada, que fue designado B-66 Destroyer. Los dos planeados prototipos del XB-68 y una maqueta de pruebas estáticas fueron cancelados, y ninguno fue construido.
La planta motriz elegida era de dos turborreactores de flujo axial Pratt & Whitney J75 (JT4B-21) con posquemador de 122 kN (27 500 lbf) de empuje estático al nivel del mar cada uno, proporcionando una velocidad máxima de 2556 km/h a 16 700 m de altitud y una velocidad de combate de 2469 km/h a 12 900 m de altitud a máxima potencia. El alcance de combate estaba planeado en 2010 km con una carga de 1700 kg a una velocidad media de 974 km/h en 4,15 horas.

## Especificaciones (estimadas)
Referencia datos: Aerospace Projects Review

### Características generales
- Tripulación: Dos (piloto y bombardero/navegador)
- Longitud: 33,43 m
- Envergadura: 16,2 m
- Altura: 7,77 m
- Superficie alar: 81,3 m²
- Peso vacío: 24 460 kg
- Peso cargado: 33 650 kg
- Peso máximo al despegue: 46 590 kg
- Planta motriz: 2× turborreactor Pratt & Whitney JT4B-21.
  - Empuje normal: 122 kN (27 500 lbf) de empuje cada uno.

### Rendimiento
- Velocidad nunca excedida (Vne): 2564 km/h
- Alcance: 4910 km
- Techo de vuelo: 13 650 m (44 800 pies)
- Régimen de ascenso: 25 m/s 500 pies/min
- Carga alar: 414 kg/m² (85 lb/pie²)
- Empuje/peso: 0,74

### Armamento
- Cañones: 

  - 1x cañón rotativo M61 Vulcan de 20 mm con 1100 disparos en la cola
- Bombas: 

  - 1x bomba nuclear Clase C o
  - 1x bomba nuclear Clase D

## Aeronaves relacionadas

### Secuencias de designación
- Secuencia Numérica (interna de Martin): ← 303 - 307 - 313 - 316 - 317 - 321 - 327
- Secuencia B-_ (Bombarderos del USAAC/USAAF/USAF, 1926-1962): ← B-65 - B-66 - B-67 - B-68 - RB-69 - B-70 - B-71